# James Stanhope, 7. hrabě Stanhope
James Richard Stanhope, 7. hrabě Stanhope, 13. hrabě z Chesterfieldu (James Richard Stanhope, 7th Earl Stanhope, 13th Earl of Chesterfield, 7th Viscount Mahon, 13th Baron Stanhope of Shelford, 7th Baron Stanhope) (11. listopadu 1880 – 15. srpna 1967) byl britský státník ze starobylého šlechtického rodu. Původně sloužil v armádě, později se jako člen Konzervativní strany zapojil do politiky ve Sněmovně lordů. Před druhou světovou válkou byl britským ministrem školství a námořnictva. Byl rytířem Podvazkového řádu a jako bezdětný byl posledním nositelem šlechtických titulů hrabat Stanhope a hrabat z Chesterfieldu.

## Životopis
Pocházel ze šlechtického rodu Stanhope, v roce 1905 po otci zdědil titul hraběte Stanhope a vstoupil do Sněmovny lordů, zároveň převzal rodový majetek v hrabstvích Kent, Devon a Derbyshire. Mezitím sloužil v armádě a zúčastnil se búrské války, později podnikl dlouhou cestu po Kanadě a USA. Za první světové války znovu sloužil v armádě, byl štábním důstojníkem ve Francii a dosáhl hodnosti podplukovníka, jeho mladší bratr Richard Stanhope (1885–1916) padl jako kapitán v bitvě na Sommě.
V letech 1916–1919 byl parlamentním tajemníkem na ministerstvu války, později byl v konzervativní vládě civilním lordem admirality (1924–1929) a v roce 1929 byl jmenován členem Tajné rady. V roce 1931 byl finančním tajemníkem admirality a jejím mluvčím ve Sněmovně lordů, v MacDonaldově vládě byl státním podsekretářem války a viceprezidentem rady pro armádu (1931–1934) a státním podsekretářem zahraničí (1934–1936). Jako ministr vstoupil do vlády ve funkci státního sekretáře veřejných prací (1936–1937), poté byl státním sekretářem školství (1937–1938) a prvním lordem admirality (1938–1939; v této funkci jej nahradil Winston Churchill). Politickou kariéru zakončil jako prezident Tajné rady a předseda Sněmovny lordů (1939–1940). Po ustavení Churchillovy vlády odešel do ústraní a poté veřejně vystupoval již jen výjimečně, svůj poslední projev ve Sněmovně lordů pronesl v roce 1960.
V roce 1934 získal Podvazkový řád, byl také kurátorem Národní portrétní galerie a podílel se na založení Námořního muzea v Greenwichi.
V roce 1952 po starší rodové linii zdědil titul hraběte z Chesterfieldu. Zemřel bez potomstva a jeho úmrtím zanikly oba hraběcí tituly, na další rodovou linii hrabat z Harringtonu přešel jen titul vikomta Mahona. Jeho manželkou byla Eileen Browne (1889–1940), dcera 6. markýze ze Sligo, která zemřela na rakovinu.